# Dreifaltigkeitskirche (Stralsund)

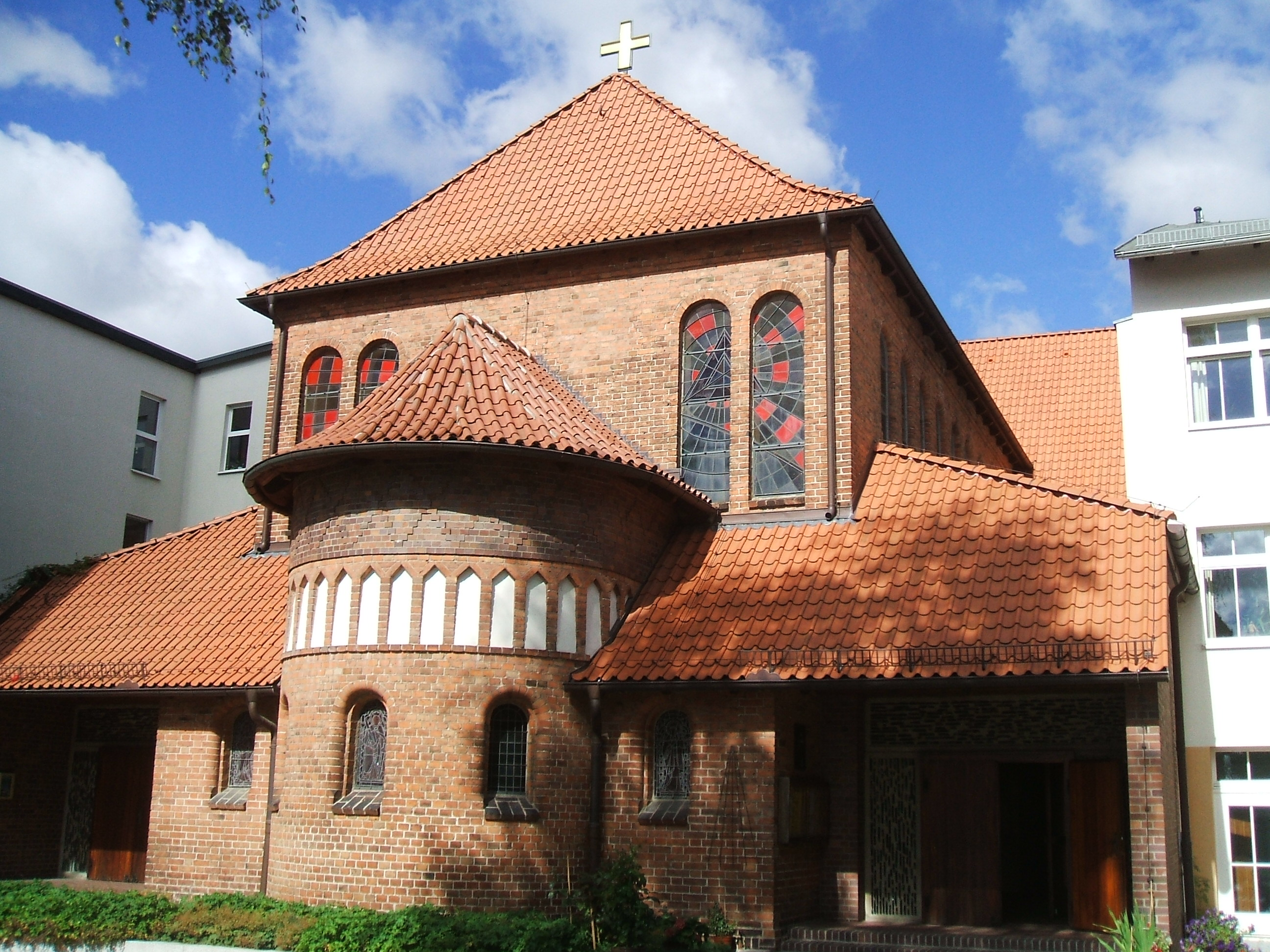
Dreifaltigkeitskirche in Stralsund (2007)

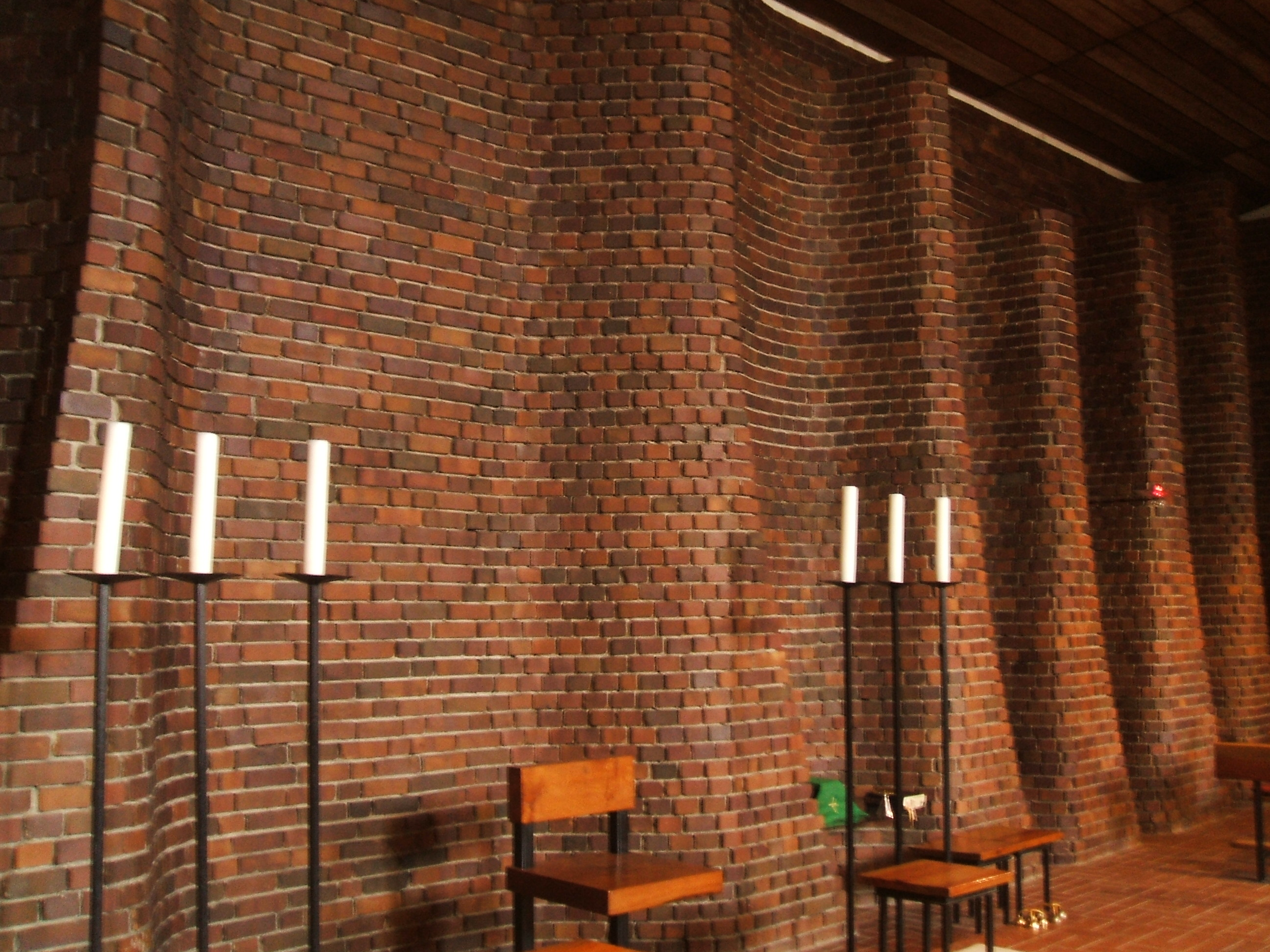
Wandgestaltung „Rotes Meer“ (2007)

Die Kirche „Heilige Dreifaltigkeit“ (auch: Dreifaltigkeitskirche) ist ein römisch-katholisches Kirchengebäude in Stralsund. Die postalische Anschrift ist Frankenwall 7 am Frankenwall, die zur Frankenstraße gelegene Rückwand ist dort unter der Nummer 38 geführt. In der Liste der Baudenkmale in Stralsund ist die Kirche mit der Nummer 258 aufgeführt.

## Geschichte
Die Bevölkerung Stralsunds sowie von ganz Pommern war nach der Reformation, die durch Christian Ketelhot verbreitet wurde, schnell evangelisch geworden, und es wurden von nun an in den drei großen Pfarrkirchen Stralsunds, der Nikolaikirche, der Marienkirche und der Jakobikirche, evangelische Gottesdienste gehalten. Nach dem Westfälischen Frieden kam Stralsund zudem zum evangelisch geprägten Königreich Schweden und blieb fast 200 Jahre schwedisch.
Erst 1775 wurde in der Stadt wieder eine katholische Mission gegründet. Bis dahin hatten die wenigen Katholiken kein eigenes Gotteshaus. Messen wurden in privaten Häusern gefeiert. Später feierte man Gottesdienste auch in der Johanniskirche im ehemaligen Johanneskloster der Franziskaner. Am 10. Juni 1784 wurde der Grundstein für einen vom schwedischen König Gustav III. bewilligten Kirchenbau gelegt, womit Gustav III. seinen aus katholischen Ländern stammenden Söldnern die Gelegenheit zum Kirchenbesuch gab.
Der Platz für die Kirche lag in der Frankenstraße. Der schwedische Generalgouverneur Friedrich Wilhelm von Hessenstein sowie Vertreter aller Behörden in Stralsund waren anwesend. Am 5. Juni 1785 wurde die Kirche für damals 250 Katholiken (überwiegend Söldner, aber auch Kaufleute und Künstler aus katholischen Gegenden) mit einem Gottesdienst von Pastor Martin Effertz benediziert. Ab 1803 war Wendelin Zink hier als Priester tätig. Das kleine Gotteshaus war parallel zur Frankenstraße angelegt und geostet. Der erste private Kirchenstuhl wurde 1814 für die Baronin von Ascherade aufgestellt, weitere Sitze kamen nach und nach hinzu.
Wegen der Zunahme der katholischen Bevölkerung wurde 1872 eine Renovierung und Umgestaltung des Kirchenraumes vorgenommen. Die bis dato vorhandene Durchfahrt zwischen der Kirche und einem benachbarten Haus (Frankenstraße 37) wurde in den Kirchenbau integriert. Zur gleichen Zeit wurde eine Marienkapelle in der Westseite geschaffen, in der die 1817 geschenkte Madonna aufgestellt wurde. Vom 13. Februar 1905 bis zum 7. November desselben Jahres erfolgte eine weitere Vergrößerung des Kirchenbaus unter Pfarrer Wahl: Die Kirche wurde nach Süden um das Dreifache erweitert, sodass der Altar nun im Süden lag. Der bisherige Altar im Osten der Kirche wurde zum Werktagsaltar umfunktioniert. Ein geplanter Turmbau scheiterte an dem Finanzbedarf dafür. Die Benediktion nahm der Erzpriester Hirchberger vor.
Der Berliner Orgelbauer Carl August Buchholz, der auch die Buchholz-Orgel in St. Nikolai schuf und Umbauten an der Stellwagen-Orgel in St. Marien vornahm, schuf 1834 eine Orgel in der Kirche.
Nach dem Zweiten Weltkrieg, in dessen Folge viele Katholiken nach Stralsund kamen, wuchs die katholische Gemeinde weiter an.
Im Rahmen eines Umbaus im Jahr 1966 unter Pfarrer Georg Ketz wurde der Eingang von der Frankenstraße zum Frankenwall verlegt. Einige Fenster und Türen wurden zugemauert und verputzt. An der Nordseite der Kirche entstand der neue Altarraum. Der Dresdener Architekt Friedrich Press entwarf die Altarwand als „Rotes Meer“ mit wellenförmig gemauerten Ziegeln.
Die Pfarrei fusionierte am 1. Januar 2020 mit den Pfarreien Maria Rosenkranzkönigin (Demmin) und St. Bonifatius (Bergen auf Rügen) zur Pfarrei St. Bernhard Stralsund / Rügen / Demmin im Dekanat Vorpommern des Bistums Berlin. Die Pfarrei ist die flächenmäßig größte Pfarrei in Deutschland. Zuvor bildeten diese drei Pfarreien bereits den Pastoralen Raum Stralsund / Rügen / Demmin.
Die Dreifaltigkeitskirche ist die Pfarrkirche dieser Pfarrei. Weitere Kirchen der Pfarrei sind Heilig Kreuz in Altentreptow, St. Maria – Trösterin der Betrübten in Barth, St. Bonifatius in Bergen, Stella Maris in Binz, Maria Rosenkranzkönigin in Demmin, Herz Jesu in Garz, St. Jacobus in Grimmen, Maria Meeresstern in Sellin, die Kapelle St. Michael in Zingst sowie die Kapelle des Seniorenzentrums St. Josef in Stralsund.

## Innenausstattung

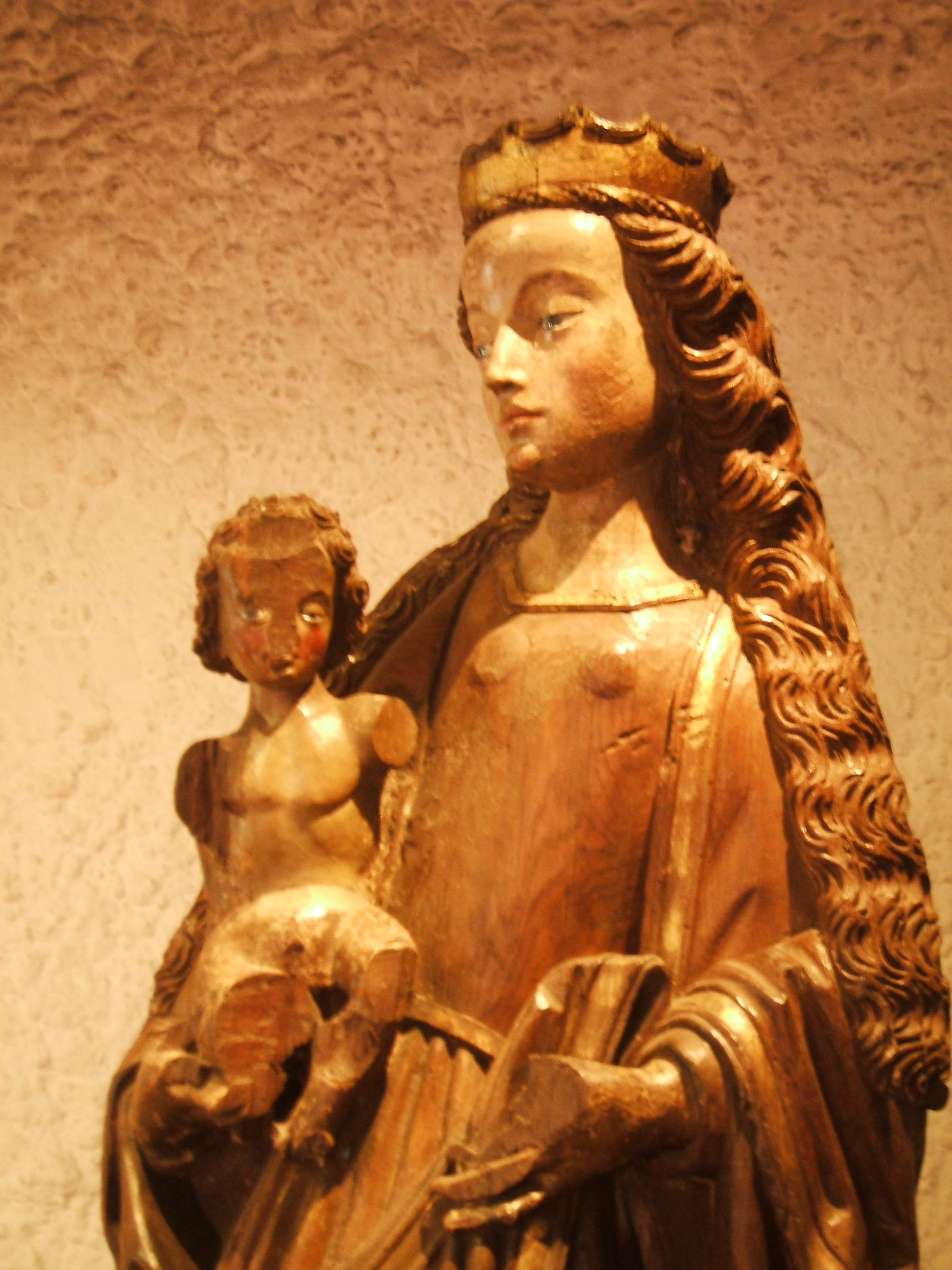
Marienfigur, um 1360 (2007)

1815 wurde eine Kopie des von Johann Heinrich Tischbein für die Jakobikirche Stralsund gefertigten Gemäldes „Die Abnahme Christi vom Kreuz“ durch Pfarrer Wendelin Zink beschafft. 1817 kam eine gotische Madonnenfigur aus einer Schenkung des Greifswalder Salineninspektors Wörrishöfer in den Besitz der Kirche; sie steht heute auf dem Josefsaltar. Der Redakteur der Wochenschrift „Sundine“, Friedrich von Suckow, schenkte der Kirche 1829 ein Gemälde von Domenico Zampieri mit dem Titel „Die schmerzhafte Mutter“. Sein Wert betrug damals ca. 1.000 Reichstaler.
Zur Innenausstattung zählen:
- Kreuzweg und Pfingststation (Kupferfries von Hildegard Hendrichs (Erfurt), 1974/1975)
- Taufbecken aus gotländischem Kalkstein, 1230
- Osterleuchter mit heiliger Maria Magdalena mit Ölgefäß (Kunstschlosserei Biskup, Stralsund, Schlesische Holzbildhauerkunst, seit 1982)
- Hochkreuz von Friedrich Press (Bronze)
- Altar, 130 Zentner schwerer Monolith aus Bautzener Granit, Friedrich Press
- Marienfigur, Norddeutschland um 1500, aus dem Kloster St. Jürgen am Strande, 1525 beim Kirchenbrechen beschädigt[4]
- Ölgemälde von Stralsund zeigt Stralsunds Kirchen und Klöster vor 1525, Maler Paul Pusch, 1984
- Antependium mit moderner Textilapplikation, Brigittenbruderschaft Stralsund, nach der ältesten Christusdarstellung (in Halberstadt)
- Zwölf Apostelleuchter, Ewiges Licht, Priestersitz, Ambo, Kirchdachkreuz (Kunstschlosserei Biskup, Stralsund)
- Tarzisius
- Orgel von der Firma Sauer (Frankfurt (Oder)) mit 17 Registern